# Uragano Isabel
L'uragano Isabel è stato un potente ciclone tropicale abbattutosi nel 2003 sulla costa orientale dell'America settentrionale. Tredicesima tempesta tropicale e quinto uragano della stagione degli uragani atlantici del 2003, è stato il più devastante della stagione in termini di numero di morti e danni economici. Prima degli uragani Irma del 2017 e Dorian del 2019, era stato il più intenso per velocità dei venti e pressione centrale ad essersi sviluppato nell'oceano Atlantico.
Si formò il 6 settembre 2003 nei pressi di Capo Verde, evolvendosi nell'oceano in direzione ovest. L'11 settembre i venti arrivarono a toccare i 270 km/h e l'uragano fu classificato con la categoria 5 della scala Saffir-Simpson. Seguirono quattro giorni di fluttuazioni dell'intensità, per poi iniziare a indebolirsi progressivamente, approdando nella Carolina del Nord il 18 settembre. Dopo aver toccato terra, venne declassato a ciclone extratropicale il giorno seguente, quando si trovava nella Pennsylvania occidentale. Causò 51 vittime, delle quali 17 in maniera diretta, e oltre 5 miliardi di dollari di danni, in particolar modo in Virginia, e, in misura minore, nella Carolina del Nord e nel Maryland.

## Storia meteorologica

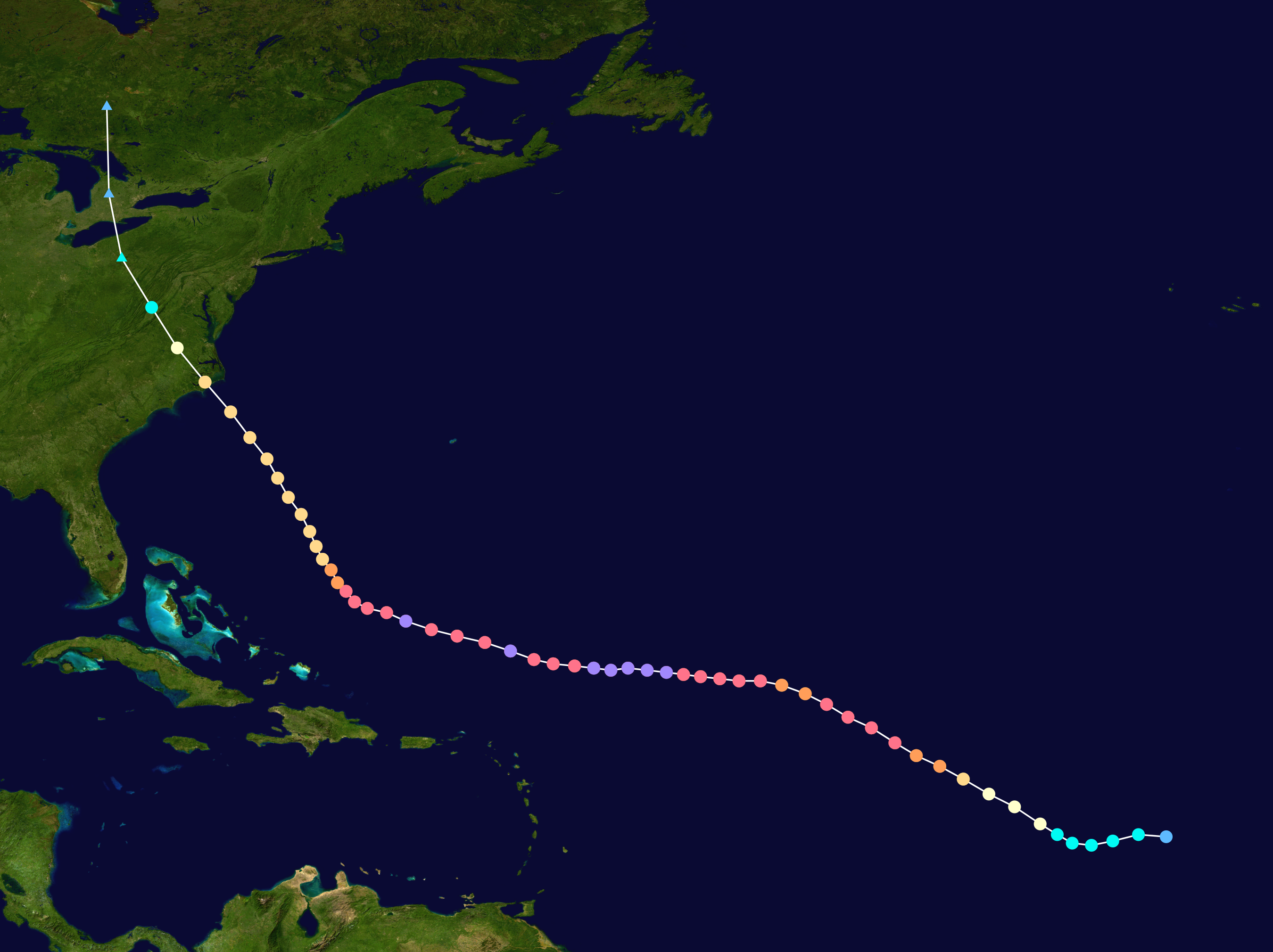
Percorso dell'uragano.

Il 1º settembre 2003 un'onda tropicale si formò al largo della costa occidentale dell'Africa. Un'area di bassa pressione associata all'onda s'iniziò a spostare lentamente verso ovest e la sua convezione sembrava si stesse progressivamente organizzando. Nei giorni successivi il sistema, mentre passava a sud delle isole di Capo Verde, si andò organizzando gradualmente, al punto che, il 5 settembre era possibile riconoscerne la formazione tramite la tecnica di Dvorak. Sulla base dello sviluppo di una circolazione superficiale chiusa, fu stimato che il sistema si sia evoluto in una depressione tropicale, la numero tredici della stagione, all'inizio del 6 settembre. Poche ore dopo, si era intensificata in una tempesta tropicale, che prese il nome "Isabel". I primi avvisi vennero emessi dal National Hurricane Center qualche ora dopo il suo sviluppo.
Situata in un'area con un leggero wind shear ed acque calde, la tempesta si organizzò gradualmente e si rafforzò, muovendosi in direzione ovest-nordovest e raggiungendo lo stato di uragano tropicale il 7 settembre, in seguito allo sviluppo di un occhio grande, ma frastagliato, vicino al punto di convenzione più profonda. Il sistema continuò a organizzarsi e una profonda convezione circondò l'occhio che aveva raggiunto un'ampiezza di circa 60 km. L'uragano si intensificò l'8 settembre, raggiungendo lo stato di uragano maggiore mentre si trovava a circa 2100 km a est-nordest di Barbuda. Il 9 settembre Isabel raggiunse un'intensità di picco iniziale con venti a 210 km/h per circa 24 ore, equivalente alla categoria 4 sulla scala Saffir-Simpson.

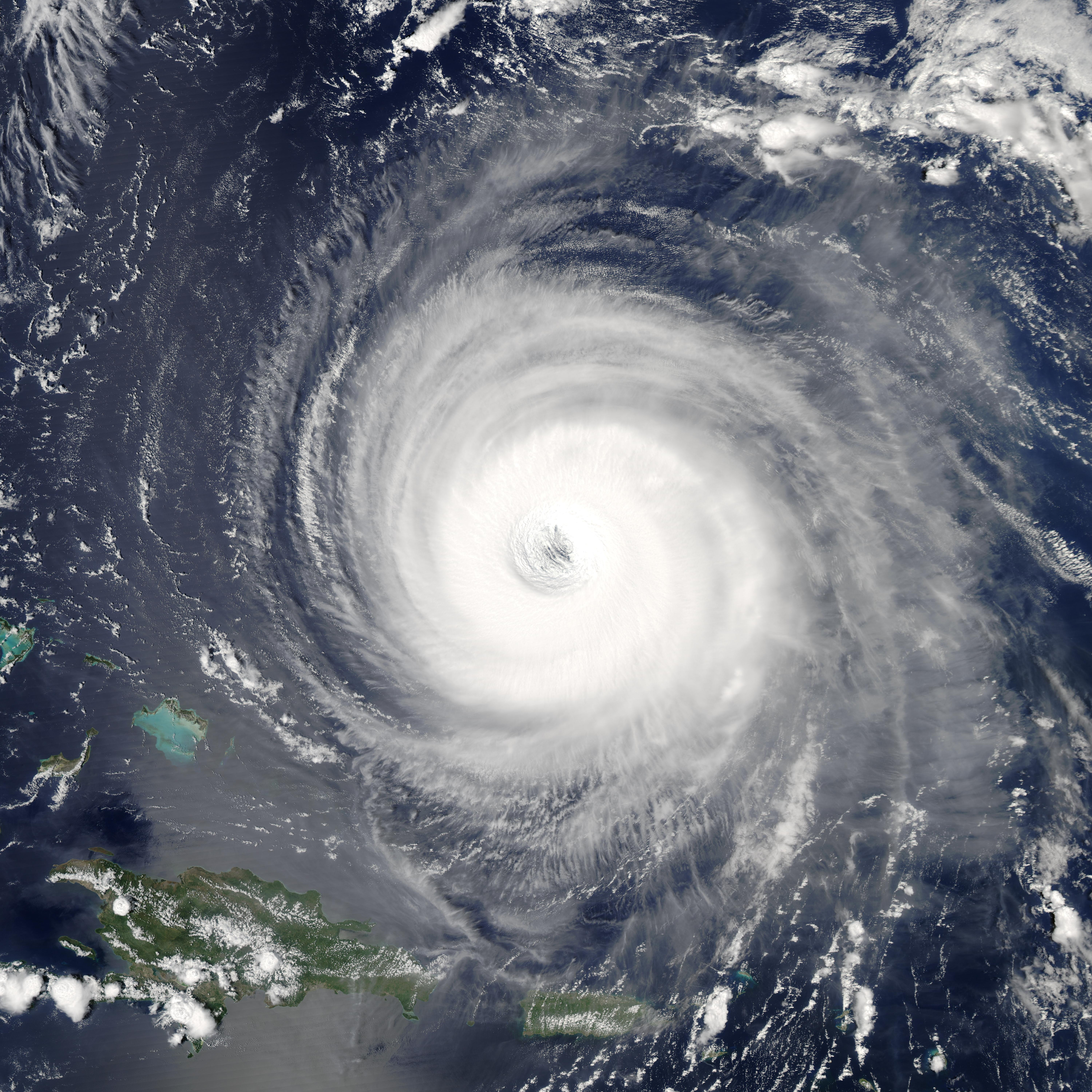
Immagine satellitare del 14 settembre, che mostra la caratteristica anulare dell'uragano.

Il 10 settembre una serie di fattori, tra i quali la rigenerazione dell'occhio, portarono a un indebolimento dell'uragano che scese alla categoria 3, mentre si dirigeva verso ovest a causa dell'influenza dell'anticiclone delle Azzorre. Nel corso della stessa giornata, però, l'uragano riprese a rafforzarsi grazie a un'intensificazione della convezione attorno alle pareti dell'occhio, risalendo alla categoria 4. L'intensificazione continuò anche il giorno successivo e Isabel raggiunse nuovamente la categoria 5 con venti a 266 km/h e una pressione centrale minima di 915 mbar. A seguito di un nuovo ciclo di ricambio dell'occhio, l'uragano tornò a indebolirsi leggermente, sebbene mantenne lo stato di categoria 5 per 24 ore. L'outflow, così, si ridusse e la convezione attorno all'occhio s'indebolì, riportando Isabel alla categoria 4. Nel frattempo, mentre l'uragano si direzionò verso ovest-nordovest, l'occhio completò il ciclo di ricambio, riprese una forma definita e un diametro di circa 64 km; ricominciò ad intensificarsi, ritornando alla categoria 5 sulla scala Saffir-Simpson alla fine del 13 settembre. Durante questo periodo, Isabel assunse una caratteristica forma anulare, diventando altamente simmetrica nella forma e con un occhio molto ampio. Inoltre, venne anche osservato un occhio "a mulinello", una caratteristica rara che si trova in alcuni cicloni tropicali anulari. Un aereo da ricognizione dei cacciatori di uragani del NOAA lanciò una sonda, che misurò una velocità del vento istantanea di 375 km/h, che risultò essere la velocità del vento istantanea più forte mai registrata in un uragano atlantico. Il 14 settembre Isabel subì un nuovo indebolimento, per poi rinforzarsi alla fine della giornata e tornare alla categoria 5, quando si trovava a circa 640 km a nord di San Juan (Porto Rico).

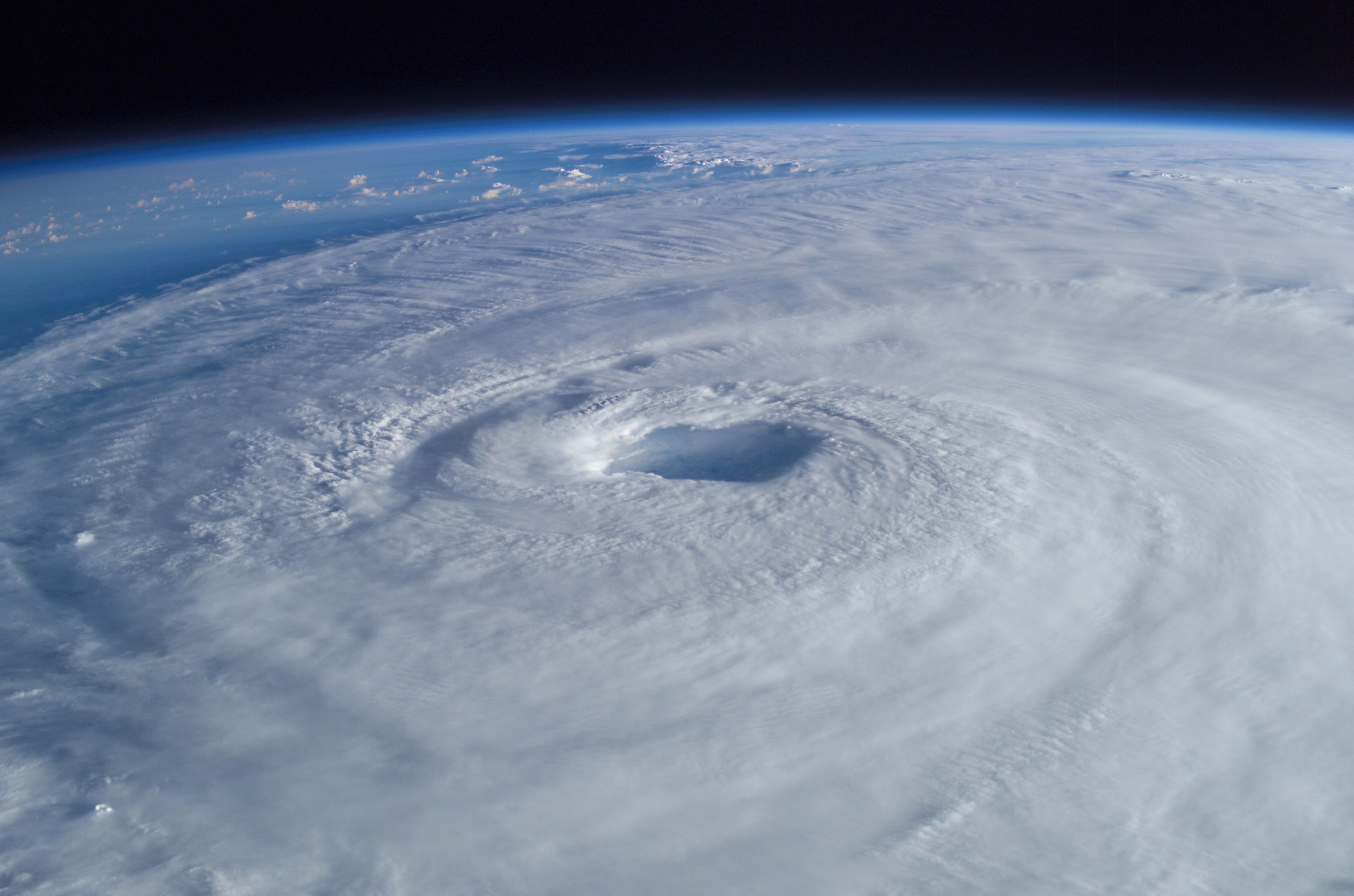
L'uragano visto dalla Stazione spaziale internazionale.

La sommità delle nuvole attorno al nucleo centrale si riscaldò nuovamente all'inizio del 15 settembre e Isabel si indebolì fino a diventare un uragano di categoria 4. Nello stesso giorno l'occhio iniziò a deteriorarsi. Mentre un'area di alta pressione si sviluppava sul suo lato nordoccidentale, Isabel decelerò e virò verso nord-nordovest. L'aumento del wind shear verticale contribuì a indebolire ulteriormente l'uragano fino a scendere alla categoria 2 il 16 settembre, mentre si trovava a 1038 km a sud-est di Capo Hatteras, nella Carolina del Nord. La convezione rimase minima, sebbene l'outflow mantenne una buona organizzazione, e Isabel rimase di categoria 2 per due giorni, finché non approdò tra Capo Lookout e Ocracoke il 18 settembre, con venti di 169 km/h e un campo di vento ampio 740 km. La tempesta perse d'intensità subito dopo l'approdo, mantenendo, però, lo stato di uragano fino a quando raggiunse la Virginia occidentale, quando venne declassata a tempesta tropicale. Isabel divenne una tempesta extratropicale sulla Pennsylvania occidentale, per poi continuare verso nord. Dopo aver attraversato il lago Erie in Canada, il 20 settembre quel che restava della tempesta fu assorbito da un'altra tempesta extratropicale più grande, sul distretto di Cochrane in Ontario.

## Preparazione

L'approdo dell'uragano sulla Carolina del Nord il 18 settembre.

Il National Hurricane Center (NHC) emise i primi avvisi di allerta uragano il 16 settembre 2003, due giorni prima che Isabel toccasse terra, allertando l'area tra Little River (Carolina del Sud) e Chincoteague, in Virginia, inclusa l'area della baia di Chesapeake. L'NHC emise anche un avviso di allerta tempesta tropicale nelle aree limitrofe, quindi da Little River fino alla foce del fiume Santee e da Chincoteague fino a Little Egg Inlet, nel New Jersey. Mentre la tempesta avanzava, questi avvisi vennero progressivamente aggiornati ed estesi. Le previsioni risultarono molto accurate rispetto ai precedenti uragani; infatti, l'errore medio di previsione della rotta di approdo fu di 58 km, mentre l'errore medio sulla rotta con 48 ore di anticipo fu di circa 30 km.
Vennero disposte evacuazioni obbligatorie per 24 contee in Carolina del Nord, Virginia e Maryland, anche se, come rilevato da un successivo sondaggio, i tassi di evacuazione si attestarono tra il 15% del Maryland e il 45% negli Outer Banks. La minaccia dell'uragano portò all'evacuazione di circa 300000 persone, principalmente in Carolina del Nord e Virginia, mentre più di 12000 residenti si spostarono in rifugi di emergenza.
Lungo la costa orientale degli Stati Uniti vennero chiusi 19 grandi aeroporti, con oltre 1500 voli cancellati. La metropolitana di Washington e gli altri servizi di trasporto pubblico di Washington vennero sospesi, mentre Amtrak cancellò quasi tutti i treni a sud della capitale. Scuole e aziende lungo il percorso dell'uragano vennero chiuse, così come gli uffici federali. La US Navy ordinò lo spostamento di 40 tra navi e sottomarini e decine di aerei dalla base navale a Norfolk (Virginia).
Il 18 settembre il Canadian Hurricane Centre (CHC) emise avvisi di forti piogge e vento per alcune aree dell'Ontario meridionale. Vennero emessi anche avvisi per venti di burrasca per il lago Ontario, il lago Erie orientale, il fiume San Lorenzo e la Georgian Bay. Ricercatori del CHC volarono su un Convair 580 per studiare la struttura di Isabel nella fase di transizione in una tempesta extratropicale; due simili studi erano stati condotti in occasione dell'uragano Michael nel 2000 e della tempesta tropicale Karen nel 2001.

## Impatto
I forti venti prodotti dall'uragano colpirono un'area che andava dalla Carolina del Nord al New England e verso ovest fino alla Virginia Occidentale. I venti e le piogge torrenziali causarono la caduta di molti alberi e delle linee elettriche lungo il percorso dell'uragano, arrivando a lasciare circa 6 milioni di persone senza elettricità. Alcune zone dell'area costiera della Virginia e della Carolina del Nord settentrionale, in particolare la regione delle Hampton Roads, sono rimaste senza elettricità per quasi un mese. Le aree costiere vennero colpite dalle onde e dall'intensa mareggiata generata. Durante il suo percorso, Isabel ha causato danni per circa 5,5 miliardi di dollari e 51 morti, di cui 16 direttamente correlati agli effetti della tempesta.
Venne dichiarato lo stato di emergenza dai governatori di Pennsylvania, Virginia Occidentale, Maryland, New Jersey e Delaware. Isabel è stato il primo grande uragano a minacciare gli Stati del Medio Atlantico e l'Upper South dall'uragano Floyd nel settembre 1999. Il maggior impatto di Isabel è legato ai danni causati dalle inondazioni, le peggiori in alcune aree della Virginia dall'uragano Agnes del 1972.

### Caraibi e Stati Uniti meridionali

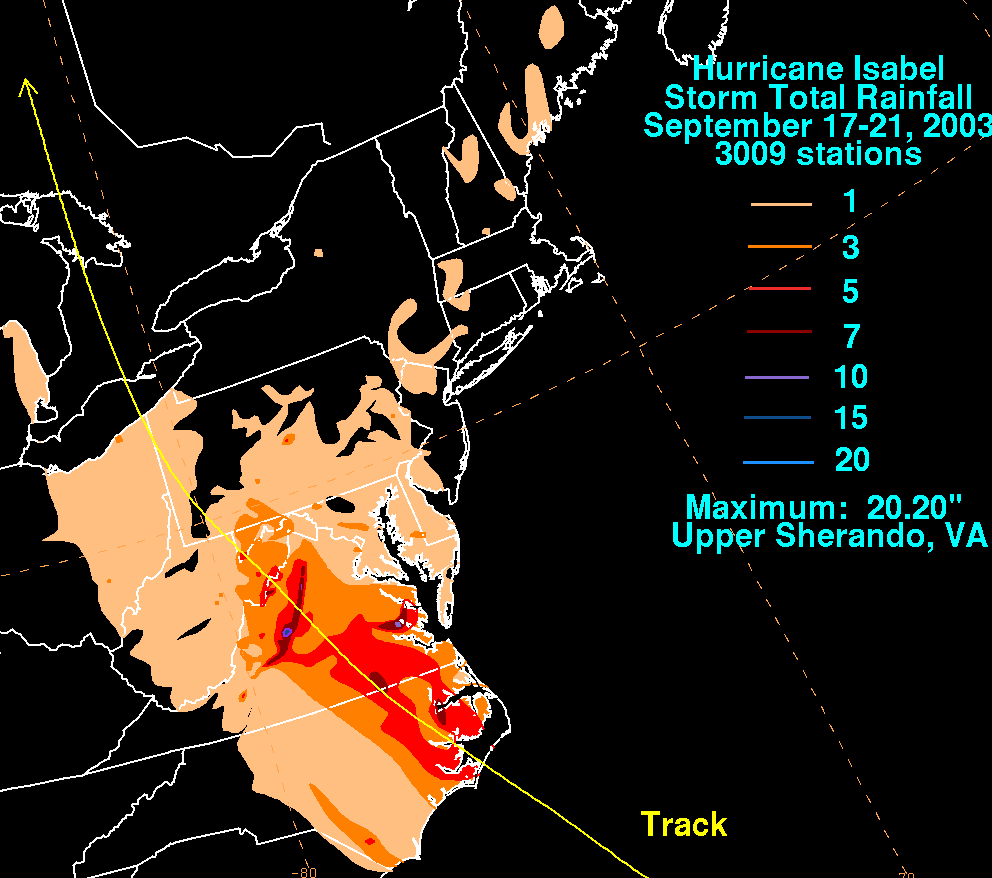
Mappa dell'accumulo di pioggia prodotta dall'uragano.

L'intenso moto ondoso generato dall'uragano colpì le coste settentrionale delle isole delle Grandi Antille e dell'arcipelago delle Bahamas. Sebbene la posizione delle Bahamas solitamente impedisca alle onde prodotte dagli uragani atlantici di colpire la Florida sudorientale, nel caso di Isabel una combinazione di fattori, tra i quali l'intensità e la velocità di avanzamento, generò onde fino a 4,3 m che, attraverso il canale di Providence, raggiunsero la costa della Florida. Le onde causarono danni alle imbarcazioni e ferito alcune persone vicino a Juno Beach, mentre hanno causato una lieve erosione della spiaggia nella contea di Palm Beach. Le correnti di risacca dell'uragano uccisero un surfista su una spiaggia non sorvegliata nella contea di Nassau, mentre altre sei persone furono salvate dalle correnti. Le spiagge vennero poi chiuse nel momento di maggiore intensità del moto ondoso.
Nella Carolina del Sud nordorientale le bande pluviali esterne produssero venti moderati che hanno raggiunto i 72 km/h a Myrtle Beach. Le precipitazioni furono leggere, con un picco di 34 mm a Loris.
Isabel produsse danni da moderati a gravi nella Carolina del Nord orientale, per un totale di 450 milioni di dollari. I danni sono stati più gravi nella contea di Dare, dove le inondazioni causate dalle mareggiate e i forti venti danneggiarono migliaia di case. Le intense mareggiate generarono un'insenatura larga 610 m sull'isola di Hatteras, isolando Hatteras via strada per due mesi. I forti venti abbatterono centinaia di alberi in tutto lo stato, lasciando fino a 700000 residenti senza elettricità; la maggior parte delle aree con interruzioni di corrente ebbe la corrente ripristinata nel giro di pochi giorni. L'uragano causò la morte di una persona e indirettamente di altre due nello stato.

### Stati del Medio Atlantico

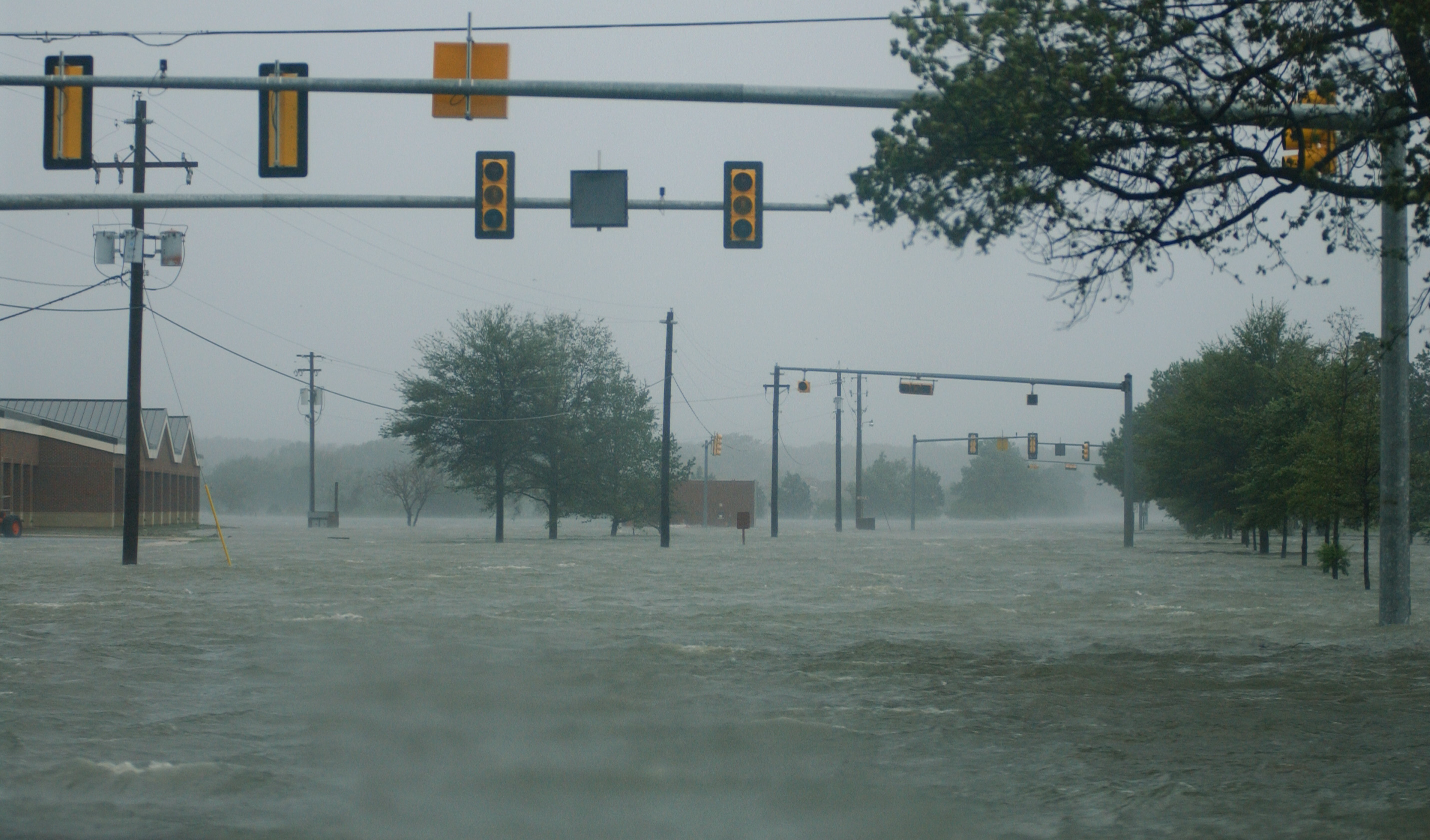
Allagamenti causati dall'uragano alla base aerea di Langley in Virginia.

Le onde di tempesta investigarono gran parte della Virginia sudorientale, causando la peggiore inondazione nella zona dai tempi dell'uragano Chesapeake-Potomac del 1933, raggiungendo un picco stimato di 2,7 m a Richmond lungo il fiume James. Le ondate causarono danni notevoli alle case lungo i corsi d'acqua, e in particolare nel bacino del fiume James. Le forti onde di tempesta superarono la chiusa del Midtown Tunnel mentre i lavoratori tentavano di chiuderla; circa 170000 m³ di acqua allagarono completamente il tunnel in soli 40 minuti, ma i lavoratori riuscirono a mettersi in salvo. I danni alla rete elettrica e le inondazioni costrinsero alla chiusura per quasi una settimana alcune università dello stato, come la Virginia Commonwealth University, l'università di Richmond e il College di William e Mary, e molte altre importanti istituzioni educative della regione. Più all'interno dello stato, vennero segnalate forti piogge, con picchi di 510 mm a Sherando, causando danni e gravi inondazioni improvvise. I venti prodotti dall'uragano distrussero oltre 1000 case e ne danneggiarono altre 9000 circa. I danni nello stato ammontarono a oltre 1,85 miliardi di dollari, risultando uno tra i cicloni tropicali più costosi in termini di danni prodotti nella storia della Virginia. Il passaggio di Isabel causò anche 32 morti nello stato, dei quali 10 direttamente e 22 in maniera indiretta.
Nel Maryland e a Washington circa 1,24 milioni di persone rimasero senza l'accesso all'elettricità. Gli effetti peggiori del passaggio di Isabel furono causati dalle mareggiate, che inondarono ampie aree lungo la costa e causarono una grave erosione delle spiagge. Nel Maryland orientale, centinaia di edifici vennero danneggiati o distrutti dalla mareggiata e dalle relative inondazioni. Le inondazioni più gravi si verificarono nelle parti meridionali delle contee di Dorchester e Somerset e sull'isola di Kent nella contea di Queen Anne. Migliaia di case vennero colpite nel Maryland centrale, con gravi inondazioni causate dalla mareggiata segnalate a Baltimora e ad Annapolis. La città di Washington subì danni moderati, principalmente a causa dei venti. In tutto il Maryland e a Washington i danni ammontarono a circa 945 milioni di dollari, con solo un decesso diretto dovuto alle inondazioni.
Gli effetti dell'uragano nel Delaware si aggiunsero alle inondazioni causate dai resti della tempesta tropicale Henri passata alcuni giorni prima. Venti moderati, che arrivarono fino a 100 km/h a Lewes, fecero cadere numerosi alberi, rami e linee elettriche in tutto lo stato, lasciando almeno 15300 persone senza accesso all'elettricità. Numerose aree basse furono allagate a causa delle forti onde di marea, delle forti mareggiate o del deflusso delle inondazioni più nell'entroterra. Il passaggio dell'uragano Isabel causò nel Delaware danni per 40 milioni di dollari e nessuna vittima.

### Stati Uniti nordorientali

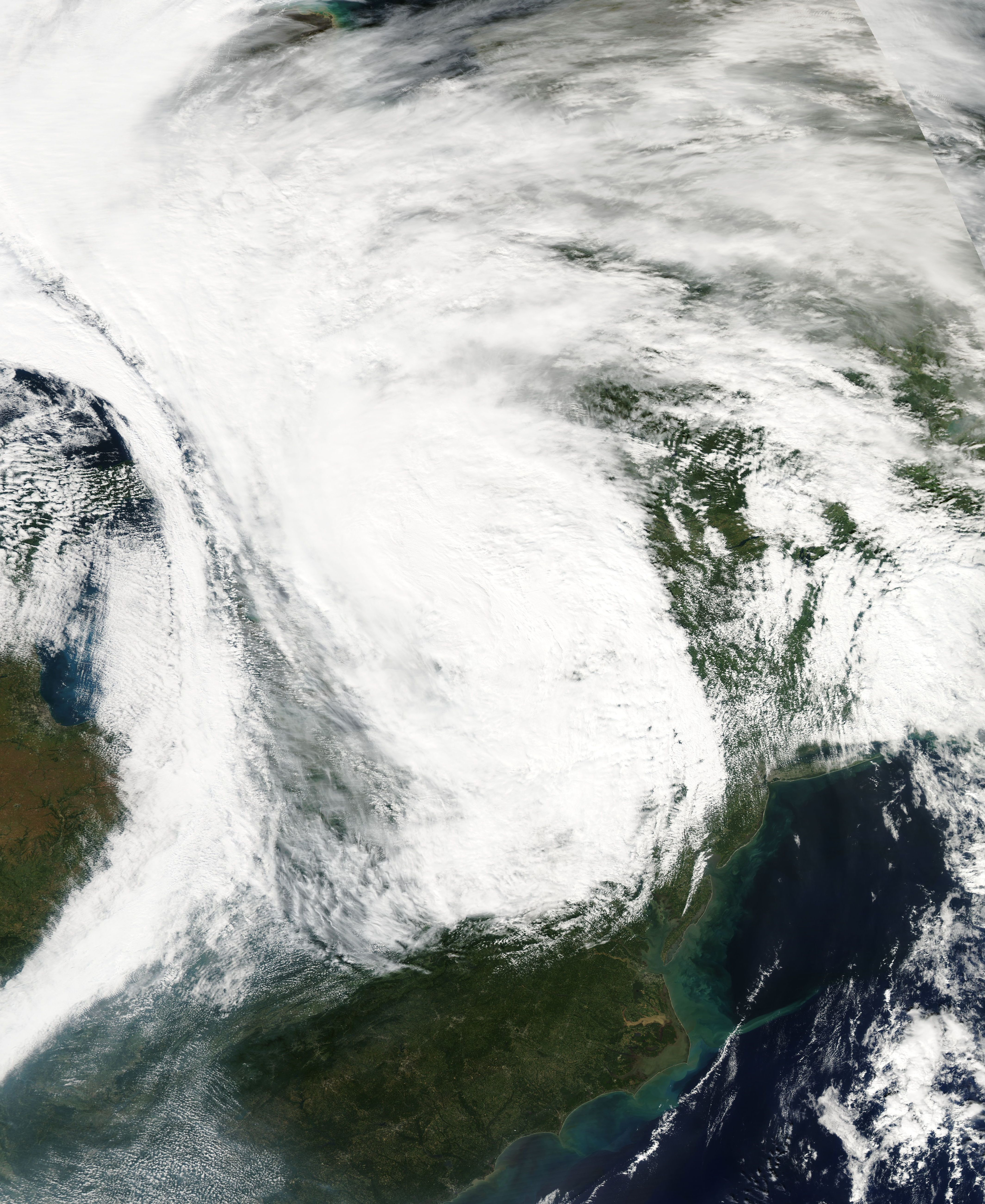
Passaggio di Isabel, ormai una tempesta extratropicale, sopra gli Stati Uniti nordorientali il 19 settembre.

I venti dell'uragano fecero cadere centinaia di alberi e di linee elettriche in tutto il New Jersey, lasciando centinaia di migliaia di persone senza accesso all'elettricità; un albero caduto uccise una persona. Onde violente e una moderata mareggiata lungo la costa causarono un'erosione della spiaggia da moderata a grave e una persona rimase uccisa dalle onde di tempesta. I danni nello stato ammontarono a 50 milioni di dollari.
Il passaggio dell'uragano Isabel in Pennsylvania causarono danni per 160 milioni di dollari e 2 morti indirette. Venti moderati lasciarono circa 1,4 milioni di clienti senza elettricità in tutto lo stato a causa della caduta di alberi sulle linee elettriche, e anche decine di case e auto danneggiate dalla stessa caduta di alberi.
I danni nello stato di New York ammontarono a 90 milioni di dollari, mentre nel Vermont furono di circa 100000 dollari. La caduta di alberi causata da venti moderati abbatté le linee elettriche in tutta la regione, causando sporadiche interruzioni di corrente. Due persone morirono nella regione a causa delle onde di tempesta.

### Altre regioni
Nella Virginia Occidentale la tempesta portò piogge moderate in tutto lo stato, con un picco di 175 mm vicino a Sugar Grove. Le piogge provocarono frane e inondazioni improvvise, coprendo diverse strade e facendo crollare due ponti. Il ramo meridionale del fiume Potomac esondò vicino a Springfield, rompendo gli argini a Michael Field e allagando le aree circostanti. Nella contea di Jefferson due persone vennero salvate da un'auto finita nelle acque alluvionali. Sebbene i venti sostenuti fossero deboli nello stato, le raffiche raggiunsero i 74 km/h a Martinsburg. Con i terreni bagnati, le raffiche di vento fecero cadere migliaia di alberi, che si abbatterono su case, strade e linee elettriche. Circa 1,4 milioni di residenti in tutto lo stato rimasero senza accesso all'elettricità. I danni nello stato ammontarono a 20 milioni di dollari; non furono segnalati decessi, ma solo tre feriti.
Le precipitazioni prodotte dall'uragano furono da leggere a moderate nella metà orientale dell'Ohio, con località isolate che segnalarono oltre 76 mm. Nel Michigan orientale il picco di precipitazioni piovose fu di 39 mm a Mount Clemens.
Le onde di tempesta produssero onde moderate lungo la costa atlantica della Nuova Scozia, in particolare nel golfo del Maine. Isabel produsse anche onde intense nel lago Ontario, che raggiunsero i 4 m lungo la parte occidentale. Ad Hamilton le onde superarono le dighe e invasero le strade costiere. Le precipitazioni nell'Ontario raggiunsero il picco di 59 mm, causando piccole inondazioni e un incidente stradale mortale. Circa 27000 persone persero l'accesso alla corrente elettrica, per lo più vicino a Toronto. Il forte gradiente di pressione tra Isabel e un sistema di alta pressione sul Canada orientale produsse forti venti orientali sui laghi Ontario ed Erie. Una boa nel lago Ontario registrò una raffica di vento di 78 km/h, mentre le raffiche raggiunsero gli 81 km/h a Port Colborne, sempre nell'Ontario.

## Conseguenze

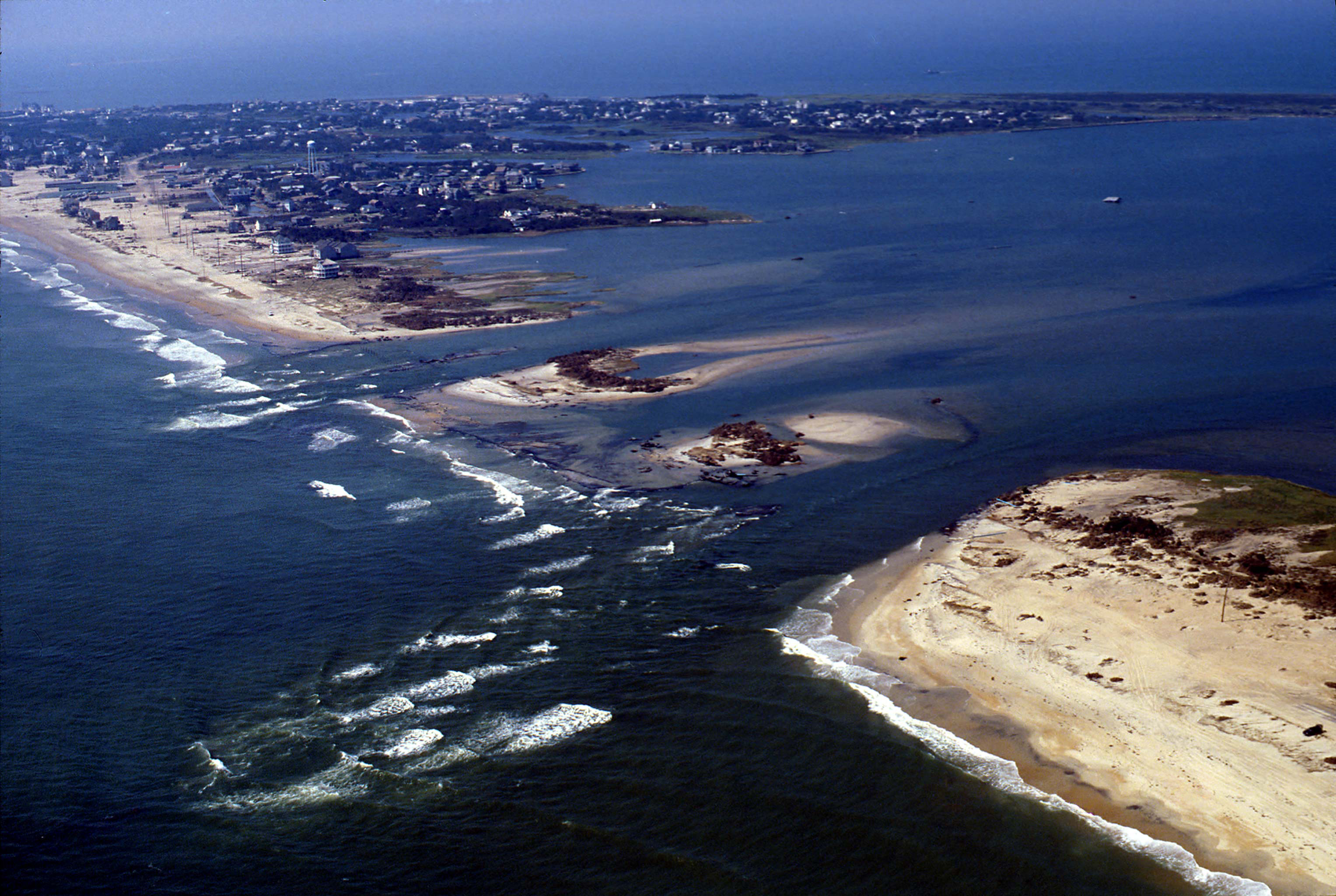
Danni causati all'isola di Hatteras dall'uragano.

Circa una settimana dopo il passaggio dell'uragano, il presidente degli Stati Uniti George W. Bush dichiarò aree disastrate 36 contee della Carolina del Nord, 77 contee e città indipendenti in Virginia, l'intero stato del Maryland, tutte e tre le contee del Delaware e sei contee della Virginia Occidentale. Questa dichiarazione di calamità consentì di usare fondi federali per la ricostruzione e per la fornitura di aiuti. Circa quattro mesi dopo il passaggio dell'uragano, gli aiuti ammontarono a circa 516 milioni di dollari e raggiusero principalmente la Carolina del Nord e la Virginia. Oltre 166000 residenti fecero domanda di assistenza individuale, con circa 117 milioni di dollari destinati all'assistenza con alloggi temporanei e riparazioni delle case. Circa 50000 titolari di attività commerciali fecero domanda di prestiti alla Small Business Administration, con circa 178 milioni di dollari approvati per tali prestiti. Circa 40000 persone fecero ricorso ai centri di recupero locali dai disastri.
Nella Carolina del Nord centinaia di persone rimasero isolate ad Hatteras a causa dei danni provocati dalle mareggiate e alla formazione di un'insenatura, chiamata Isabel Inlet. Sebbene inizialmente fossero state valutate soluzioni a lungo termine, quali la costruzione di un ponte o l'attivazione di un servizio traghetti, venne deciso di riempire l'insenatura, pompandovi la sabbia. I geologi si opposero a questa soluzione, perché ritenevano che l'evoluzione degli Outer Banks era legata alle insenature create dagli uragani. Le operazioni di dragaggio iniziarono il 17 ottobre, circa un mese dopo l'uragano. Lo United States Geological Survey utilizzò la sabbia del canale usato dai traghetti a sud-ovest dell'isola di Hatteras, al fine di ridurre al minimo l'impatto sulla vegetazione acquatica sommersa e perché il canale si era in parte riempito durante l'uragano. Il 22 novembre successivo, circa due mesi dopo l'uragano, la North Carolina Highway 12 e l'isola di Hatteras furono riaperte al pubblico; nello stesso giorno il traghetto tra Hatteras e Ocracoke venne riattivato.
Nella Virginia Occidentale le interruzioni di corrente furono ripristinate entro una settimana. Dal Canada arrivò personale specializzato per aiutare le compagnie elettriche che erano state gravemente colpite nell'area dal Maryland alla Carolina del Nord. Hydro-Québec inviò 25 squadre nell'area di Newark, nel New Jersey, per fornire assistenza in caso di interruzioni di corrente.
Visto il numero di morti e l'ammontare dei danni causati dall'uragano, l'organizzazione meteorologica mondiale (OMM) ritirò il nome Isabel dalla lista dei nomi assegnati agli uragani atlantici. Infatti, per la stagione degli uragani 2009 il nome venne sostituito da Isa.